# Sowjetische Badmintonmeisterschaft 1963
Die Sowjetische Badmintonmeisterschaft 1963 fand in Moskau statt. Es war die erste Austragung der nationalen Titelkämpfe der UdSSR im Badminton. Die Meisterschaft wurde in der ZSKA Sporthalle am Komsomolskprospekt im September 1963 ausgetragen. Silber in den Einzeldisziplinen gewannen Valentina Korovkina und Juri Jermolajew. Medaillen wurden keine vergeben, da 1963 noch ein Logo für Badminton in der UdSSR fehlte. Nach den Ergebnissen dieser ersten Meisterschaft verlieh das Präsidium des Badminton-Verbandes der UdSSR den ersten zehn Athleten (jeweils den Meistern und Vizemeistern) den Titel Meister des Sports der UdSSR.

## Teilnehmer
Es starteten 96 Männer und 32 Frauen aus 30 Städten aus 11 Sowjetrepubliken. Es nahmen unter anderem Sportler aus Moskau, der Region Moskau, Leningrad, Charkow, Lwow, Kuibyschew, Kiew, Dnepropetrowsk, Duschanbe, Alma-Ata, Woronesch, Swerdlowsk, Riga, Panevėžys, Kischinjow, Baku, Gorki, Krasnojarsk an der Meisterschaft teil. Die meisten Teilnehmer waren aus Moskau (28 Athleten), aus Leningrad (11 Athleten), aus den anderen Städten der RSFSR (20 Athleten) und aus der Ukraine (20 Athleten). Der Rest der Sowjetrepubliken war mit 49 Athleten vertreten.

## Sieger
| Disziplin    | Sieger                                |
| ------------ | ------------------------------------- |
| Herreneinzel | Nikolai Sokolov                       |
| Dameneinzel  | Margarita Zarubo                      |
| Herrendoppel | Nikolay Peshekhonov Anatoli Yershov   |
| Damendoppel  | Margarita Zarubo Serafima Smyshlayeva |
| Mixed        | Vladimir Demin Marina Demina          |

## Referenzen
- Federball 16 (1975) (2) S. 8
- valovs.ru
- badm99.ru